# Dillon Brooks
Dillon Brooks, detto the Villain (Mississauga, 22 gennaio 1996), è un cestista canadese professionista nella NBA con i Phoenix Suns.

## Carriera
È stato selezionato dai Memphis Grizzlies al secondo giro del Draft NBA 2017 (45ª scelta assoluta)
Il 2 maggio 2023 i Memphis Grizzlies decidono di non rinnovargli il contratto e quindi diventa free agent. Nel corso della free agency firma un quadriennale da 80 milioni di dollari con gli Houston Rockets.

## Statistiche

### NCAA
| Anno      | Squadra      | PG  | PT | MP   | TC%  | 3P%  | TL%  | RP  | AP  | PRP | SP  | PP   |
| --------- | ------------ | --- | -- | ---- | ---- | ---- | ---- | --- | --- | --- | --- | ---- |
| 2014-2015 | Oregon Ducks | 36  | 33 | 28,3 | 45,6 | 33,7 | 82,5 | 4,9 | 1,8 | 0,5 | 0,6 | 11,5 |
| 2015-2016 | Oregon Ducks | 38  | 38 | 32,8 | 47,0 | 33,8 | 80,6 | 5,4 | 3,1 | 1,1 | 0,4 | 16,7 |
| 2016-2017 | Oregon Ducks | 35  | 27 | 25,3 | 48,8 | 40,1 | 75,4 | 3,2 | 2,7 | 1,1 | 0,5 | 16,1 |
| Carriera  | Carriera     | 109 | 98 | 28,9 | 47,2 | 36,2 | 79,4 | 4,5 | 2,6 | 0,9 | 0,5 | 14,8 |

#### Massimi in carriera
- Massimo di punti: 30 vs Utah (7 febbraio 2016)[1]
- Massimo di rimbalzi: 14 vs Portland State (30 novembre 2014)
- Massimo di assist: 9 vs Utah (7 febbraio 2016)
- Massimo di palle rubate: 4 vs Alabama (11 dicembre 2016)
- Massimo di stoppate: 4 (2 volte)
- Massimo di minuti giocati: 40 (4 volte)

### NBA

#### Regular Season
| Anno      | Squadra           | PG  | PT  | MP   | TC%  | 3P%  | TL%  | RP  | AP  | PRP | SP  | PP   |
| --------- | ----------------- | --- | --- | ---- | ---- | ---- | ---- | --- | --- | --- | --- | ---- |
| 2017-2018 | Memphis Grizzlies | 82  | 74  | 28,7 | 44,0 | 35,6 | 74,7 | 3,1 | 1,6 | 0,9 | 0,2 | 11,0 |
| 2018-2019 | Memphis Grizzlies | 18  | 0   | 18,3 | 40,2 | 37,5 | 73,3 | 1,7 | 0,9 | 0,6 | 0,2 | 7,5  |
| 2019-2020 | Memphis Grizzlies | 73  | 73  | 28,9 | 40,7 | 35,8 | 80,8 | 3,3 | 2,1 | 0,9 | 0,4 | 16,2 |
| 2020-2021 | Memphis Grizzlies | 67  | 67  | 29,8 | 41,9 | 34,4 | 81,5 | 2,9 | 2,3 | 1,2 | 0,4 | 17,2 |
| 2021-2022 | Memphis Grizzlies | 32  | 31  | 27,7 | 43,2 | 30,9 | 84,9 | 3,2 | 2,8 | 1,1 | 0,3 | 18,4 |
| 2022-2023 | Memphis Grizzlies | 73  | 73  | 30,3 | 39,6 | 32,6 | 77,9 | 3,3 | 2,6 | 0,9 | 0,2 | 14,3 |
| 2023-2024 | Houston Rockets   | 72  | 72  | 30,9 | 42,8 | 35,9 | 84,4 | 3,4 | 1,7 | 0,9 | 0,1 | 12,7 |
| 2024-2025 | Houston Rockets   | 75  | 75  | 31,8 | 42,9 | 39,7 | 81,8 | 3,7 | 1,7 | 0,8 | 0,2 | 14,0 |
| Carriera  | Carriera          | 492 | 465 | 29,5 | 41,9 | 35,5 | 80,4 | 3,2 | 2,0 | 0,9 | 0,3 | 14,2 |

#### Play-off
| Anno     | Squadra           | PG | PT | MP   | TC%  | 3P%  | TL%  | RP  | AP  | PRP | SP  | PP   |
| -------- | ----------------- | -- | -- | ---- | ---- | ---- | ---- | --- | --- | --- | --- | ---- |
| 2021     | Memphis Grizzlies | 5  | 5  | 35,0 | 51,5 | 40,0 | 80,8 | 4,2 | 2,2 | 1,4 | 0,4 | 25,8 |
| 2022     | Memphis Grizzlies | 11 | 11 | 30,5 | 34,9 | 34,7 | 64,0 | 2,7 | 2,7 | 1,0 | 0,3 | 14,6 |
| 2023     | Memphis Grizzlies | 6  | 6  | 27,8 | 31,2 | 23,8 | 71,4 | 3,0 | 1,8 | 0,2 | 0,0 | 10,5 |
| 2025     | Houston Rockets   | 7  | 7  | 29,4 | 44,4 | 34,5 | 83,3 | 3,1 | 1,3 | 0,7 | 0,3 | 12,3 |
| Carriera | Carriera          | 29 | 29 | 30,4 | 39,6 | 32,5 | 75,6 | 3,1 | 2,1 | 0,8 | 0,2 | 15,1 |

#### Massimi in carriera
- Massimo di punti: 37 vs Portland Trail Blazers (19 dicembre 2021)[2]
- Massimo di rimbalzi: 10 vs Memphis Grizzlies (14 febbraio 2024)
- Massimo di assist: 8 (3 volte)
- Massimo di palle rubate: 5 vs Charlotte Hornets (1º novembre 2023)
- Massimo di stoppate: 3 vs Milwaukee Bucks (4 marzo 2021)
- Massimo di minuti giocati: 41 (2 volte)

## Palmarès

### Individuale
- NBA All-Defensive Team: 1

Second Team: 2023